# Валера Фрата
Валѐра Фра̀та (на италиански: Valera Fratta, на западноломбардски: Valèra, Валера) е село и община в Северна Италия, провинция Лоди, регион Ломбардия. Разположено е на 78 m надморска височина. Населението на общината е 1685 души (към 2012 г.).